# 100미터 달리기

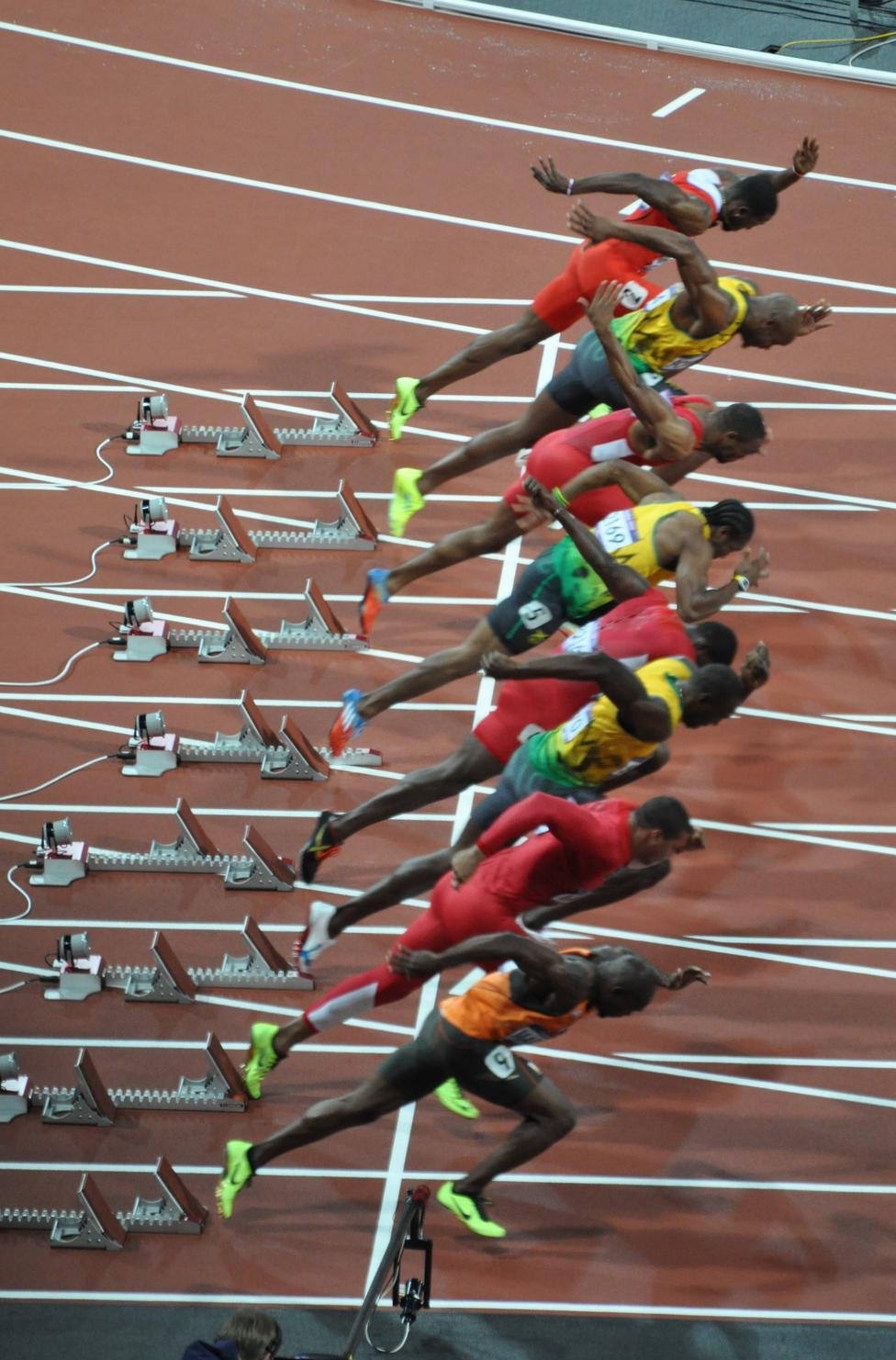

100미터 달리기는 육상 경기에서 단거리 달리기 종목이다. 가장 짧은 실외 주행 거리로서 육상 경기에서 가장 인기가 많고 유명한 종목이다. 남자 종목은 1896년 하계 올림픽때 올림픽 종목으로 처음 채택되었고, 여자 종목은 1928년 하계 올림픽때 올림픽 종목으로 처음 채택되었다.
군림하는 100m 올림픽 챔피언은 종종 "세계에서 가장 빠른 선수"라고 한다. 1983년에 세계 육상 선수권 대회 세부종목으로 처음 채택되었다. 저스틴 개틀린과 토리 보이는 세계 챔피언이다; 우사인 볼트와 엘라인 톰슨은 남자와 여자의 올림픽 챔피언이다.

## 같이 보기
- 남자 100m 달리기 세계 기록 추이
- 여자 100m 달리기 세계 기록 추이